# Tavvavuoma
Tavvavuoma is een natuurgebied in het Zweedse landschap Lapland. Het valt binnen de gemeente Kiruna en heeft een oppervlakte van 53.966 hectare. Het is geen officieel natuurreservaat volgens de Zweedse wet, maar wel een Natura 2000-gebied en een deel van het gebied is aangewezen als Ramsardrasland.

## Kenmerken
Het gebied is bestaat uit uitgestrekte toendra bedekt met veen, waar onder invloed van permafrost verscheidene palsa's in zijn gevormd. Palsa's komen nergens anders in Zweden op deze schaal voor. De dichtheid aan broedvogels is ook uniek voor Zweden. Soorten die er aan te treffen zijn, zijn onder meer de sneeuwuil, giervalk, blauwe kiekendief, ijseend, pijlstaart, grauwe franjepoot, regenwulp en rosse grutto.

## Toekomstig nationaal park
Eind 2008 is bekend geworden dat Tavvavuoma aangewezen is als toekomstig nationaal park. Het park behoort tot de zeven nieuwe nationale parken met prioriteit, volgens de planning zal het nog voor 2013 worden opgericht. In 2015 was er nog niets van de plannen terechtgekomen en had het Zweedse natuurbeschermingsbureau Tavvavuoma nog niet opgenomen in de lijst van nationale parken.